# Humorfestival van Heist
Het Humorfestival van Heist, later het Humorfestival van Knokke-Heist, was een jaarlijks terugkerend evenement in de Belgische badplaats Knokke-Heist.

## Historiek
Het evenement werd voor de eerste keer georganiseerd in de zomer van 1965 in de badplaats Heist als neveninitiatief van de "Kartoenale", een cartoontentoonstelling die er reeds sinds 1962 werd gehouden. Het initiatief kwam van Huib Gobert, de latere gemeentesecretaris. De vlag voor het Humorfestival werd ontworpen door Ton Smits. Het humorfestival vond aanvankelijk plaats op de markt in een grote tent, het trefpunt.  Al snel groeide het uit tot een prestigieuze meerdaagse manifestatie met ruime (Vlaamse) persaandacht. Later verhuisde het festival naar de Humorhall in Duinbergen.
Meerdere bekende kleinkunstenaars en cabaretiers namen in het begin deel aan deze talentenjacht. Zo zijn onder meer Jan De Wilde, Miek en Roel, Hugo Raspoet, Willem Vermandere, Urbanus,  Della Bossiers, Gerard Vermeersch, De Elegasten, Jules de Corte, Leen Persijn, Lamp & Lazarus, Miel Cools, Peter Blanker, Lenny Kuhr en het Nederlandse Kabaret Ivo De Wijs terug te vinden op de deelnemerslijst. Bert Verhoye won de eerste editie in de zomer van 1965. In de jury zaten toen Hubert Gobert, Johan Anthierens, Lieven "Festivaria" Paemen, Emiel Janssens en Willy Courteaux.
Enkele malen werd er geen prijs uitgereikt, daar de jury van mening was dat er geen "talent te ontdekken" viel of raakten geen enkele van de door de schiftingen en werd er geen wedstrijd georganiseerd. De programmatie was in eerste instantie op de eigen heimat gericht, maar werd soms ook over de grenzen gezocht. Zo namen  het Britse "popcircus" Alberto y Lost Trios Paranoias en het Italiaanse I Colombaioni ooit deel. Het Humorfestival van Heist heeft in zijn tijd aangetoond dat amusement en cultuur kunnen samengaan en niet voorbehouden waren aan een bepaalde klasse.
Na de gemeentefusie van Heist met Knokke in 1971 werd de naam aangepast naar Humorfestival van Knokke-Heist. Halverwege de jaren 70 werd er besloten om samen te werken met de BRT. In juli 1977 beleefde het festival een tumultueus hoogtepunt met een parodie op het Vlaamse cabaret door Paul Koeck. Toeschouwers werden woedend en eerdere deelnemers van de talentenjacht bestormden het podium.
In de zomer van 1984 presenteerde Kurt Van Eeghem de laatste aflevering.
Het verdwijnen van het humorfestival stimuleerde evenwel enkele jongeren uit Marke, een soort  opvolger op te richten onder de naam Humorologie.

## Edities

### 1968
Onder de laureaten bevond zich onder meer Willem Vermandere. De eerste prijs in de televisiewedstrijd Lach een Lied ging dat jaar naar Miek & Roel met “Het Neuzenlied”( Miel Appelmans- Roel) , de tweede prijs ging naar Hugo Symons.

### 1970
Jan De Wilde speelde zich in de kijker. Voorts onder meer  Wim De Craene onder de deelnemers, met het nummer Recht naar de Kroeg en de Wijven.

### 1974
Er was dit jaar geen winnaar. Urbanus werd het minst slecht bevonden.

### 1975
Bert De Coninck (Crapule de Luxe) nam deel aan de talentenjacht en werd laureaat. Hij bracht een mengeling van rock en kleinkunst. Een 'speciale vermelding' was er dat jaar voor Terpsichoree.

### 1976
In 1976 won de groep "Arabella" het festival.

### 1978
Eindwinnaar was Dabaret Salu, het cabaretprogramma van Sam Bogaerts en Lucas Vandervost.